# Dunc Munro
Duncan Brown Munro, detto Dunc (Elgin, 19 gennaio 1901 – Montréal, 3 gennaio 1958), è stato un hockeista su ghiaccio canadese.

## Palmarès

### Olimpiadi invernali
- Oro a Chamonix-Mont-Blanc 1924 nell'hockey su ghiaccio.